# Lamaling
Lamaling is een Tibetaans boeddhistisch klooster in Burqug in de prefectuur Nyingtri in de Tibetaanse Autonome Regio, op ongeveer 26 km ten zuidoosten van Bayi. Het klooster staat halverwege een dichtbeboste berghelling langs de weg.
Het klooster behoort tot de nyingmatraditie. Het heeft een unieke bouw binnen het begrip van Tibetaanse architectuur, vanwege zijn vorm. De kapel heeft een vierkante binnenplaats en is door groen omsloten. Het gehele klooster heeft iets weg van een mandala. Het is overdekt met een gouden dakpagode en de muren zijn beschilderd met witte, blauwe, rode en groene banden.
Verdeeld over drie verdiepingen zijn er zijn twee boeddhistische zalen met beeltenissen in brons en goud van Padmasambhava.
Veel uit de nyingmatraditie stamt uit de oorspronkelijke Tibetaanse religie, de bön, die ervan uitgaat dat alles in de natuur een geest heeft.